# Torneo Copa Betico Croes
El Torneo Copa Betico Croes es el principal torneo de copa de fútbol a nivel de clubes de Aruba, el cual es organizado por la Federación de Fútbol de Aruba.
Fue creado en el año 2004 y se juega bajo un sistema de eliminación directa.

## Lista de Campeones
| Temporada | Campeón     | Resultado      | Subcampeón |
| --------- | ----------- | -------------- | ---------- |
| 2005      | Sport Boys  | 3-1            | Sporting   |
| 2006      | Estudiantes | 1-0            | Nacional   |
| 2007      | Dakota      | 2-1            | Estrella   |
| 2008      | Britannia   | 3-2            | Nacional   |
| 2009      | Britannia   | 1-1 (4-3 pen.) | Estrella   |
| 2010      | Britannia   | 2-0            | La Fama    |
| 2011      | Britannia   | 4-1            | Bubali     |
| 2012      | RCA         | 5-1            | Dakota     |
| 2013      | Britannia   | 1-0            | RCA        |
| 2014      | Estrella    | 1-1 (7-6 pen.) | RCA        |
| 2015      | Britannia   | 5-0            | Bubali     |
| 2016      | RCA         | 3-1            | Britannia  |
| 2017      | Britannia   | 2-1            | Dakota     |
| 2018      | Estrella    | 1-0            | Dakota     |
| 2019      | Dakota      | 4-0            | Caravel    |
| 2020      | RCA         | 3-1            | Dakota     |
| 2021      | RCA         | 7-0            | La Fama    |
| 2022      | RCA         | 1-0            | La Fama    |
| 2023      | Britannia   | 1-0            | Nacional   |
| 2024      | Nacional    | 2-0            | Dakota     |
| 2025      | Dakota      | 6-0            | Nacional   |

## Títulos por equipo
| Club                    | Títulos | Finalista |
| ----------------------- | ------- | --------- |
| Britannia (Piedra Plat) | 8       | 1         |
| RCA (Solito)            | 5       | 2         |
| Dakota (Dakota)         | 3       | 5         |
| Estrella ( Papilon)     | 2       | 2         |
| Estudiantes (Solito)    | 1       | 0         |
| Sport Boys (Angochi)    | 1       | 0         |
| Nacional (Palm Beach)   | 1       | 4         |
| Bubali (Noord)          | 0       | 2         |
| La Fama (Savaneta)      | 0       | 2         |
| Sporting (Ayo)          | 0       | 1         |
| Caravel (Angochi)       | 0       | 1         |